# 신라마르크주의

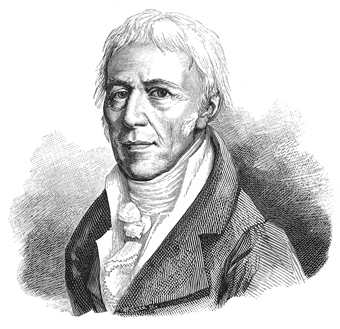

신라마르크주의(Neo-Lamarkism)은 라마르크의 진화론을 토대로 비판·보완한 진화 학설들을 일컫는 말이다. 신라마르크주의를 표방하던 학자들은 단일 개체의 진화 및 변이 과정에서 생명체와 환경 사이의 상호작용이 일정한 역할을 차지한다고 주장하며, 다윈의 생존경쟁 이론과 라마르크의 획득형질 유전설을 결합하여 진화를 설명하고자 하였다.

## 같이 보기
- 현대 진화 이론
- 진화생물학
- 신다윈주의